# Иерей
Иере́й (греч. ἱερεύς) в Православной церкви ― рукоположённый священник, пресвитер, вторая степень православного священства.
Термин перешёл из греческого перевода Ветхого завета (Септуагинты), где первоначально обозначал кохена (священника). Устаревшее просторечное название «поп» (через нем. pfaffo, от греч. πάπας).
Порядок совершения хиротонии во иерея находится в Чиновнике архиерейского священнослужения.

## Обращение
До Октябрьской революции в торжественной (или официальной) речи к иерею было принято обращаться словами «Ваше Преподобие», к протоиерею — «Ваше Высокопреподобие». Обращение «Ваше Благословение» и однокоренные с ним употребляются очень редко. В остальных случаях к иерею обращаются «батюшка», или по его имени, например, «отец Дионисий».